# 奇瓦帕 (密西西比州)
奇瓦帕（英語：Chiwapa）是位於美國密西西比州龐托托克縣的非建制地區。

## 歷史
奇瓦帕的郵局於1883年設立，其後於1906年停運。

## 地理
奇瓦帕所處的海拔為高於海平面135米（即443英呎），而該地所採用的時區為UTC-6，即北美中部時區（CST）。同時該地設有夏令時間，為UTC-6調快一小時，即UTC-5（CDT）。